# Диселенид иридия
Диселенид иридия — бинарное неорганическое соединение
иридия и селена
с формулой IrSe2,
кристаллы.

## Получение
- Сплавление стехиометрических количеств чистых веществ:

{\displaystyle {\mathsf {Ir+2Se\ {\xrightarrow {T}}\ IrSe_{2}}}}

## Физические свойства
Диселенид иридия образует кристаллы 
ромбической сингонии, пространственная группа P nma, параметры ячейки a = 2,094 нм, b = 0,374 нм, c = 0,593 нм, Z = 8
.
При температуре ≈6 К переходит в сверхпроводящее состояние 